# 마그파카일란만
《마그파카일란만》(필리핀어: Magpakailanman)는 2002년부터 현재까지 방영된 필리핀의 드라마선집이다.

## 같이 보기
- GMA 네트워크